# Christian Pooley
Christian Pooley Gutiérrez (Gorbea, región de La Araucanía, 22 de agosto de 1977) es un jinete profesional de rodeo chileno apodado "el Chino". Su máximo logro fue ser campeón nacional de Chile en 2008, luego de ganar el Campeonato Nacional de Rodeo de 2008 junto a Jesús Rodríguez en "Rangoso" y "Canalla" con 37 puntos buenos.
Nació en 1977 y comenzó a correr a los 10 años. En 1994 alcanzó el vicecampeonato nacional junto con Genaro Ayala. Era el subcampeón de Chile con tan solo 16 años y solo había sido superado por Juan Carlos Loaiza y Eduardo Tamayo. En el Campeonato Nacional de Rodeo de 2002 nuevamente alcanza el vicecampeonato, esta vez haciendo collera con Leonardo García. 
El año 2004 se integra al corral Trancura, pero por problemas de salud de su dueño Ramón Torres, fue dejado en libertad de acción y partió al Criadero Agua de los Campos y Maquena, donde corrió por una temporada. Al año siguiente regresa a su antiguo criadero, el Santa Toñita y Doña Josefa y comienza a correr con Jesús Rodríguez. Anteriormente habían sido collera en el año 2001.
Su mayor logro fue en el Nacional de 2008, a los 30 años de edad, cuando se plocamó Campeón de Chile junto a Jesús Rodríguez. Este resultado fue sorpresivo por muchos aspectos, como por ejemplo haber corrido junto a un jinete amateur (Jesús Rodríguez), que a pesar de tener experiencia en muchos rodeos, no se dedica a correr. Además otros aspectos como clasificar a la final a última hora en la mañana del día domingo y haber marcado apenas 5 puntos en el primer animal de la final. Pero sin duda lo más sorpresivo para los espectadores fue que los campeones no fueron las colleras favoritas, que eran los del Criadero Santa Isabel, los hermanos Hernández, Emiliano Ruiz con José Tomás Meza y José Luis Ortega junto a su sobrino Jorge Ortega. A pesar de no haber estado entre los favoritos, junto a su collera le brindó al público de la Medialuna Monumental de Rancagua un gran espectáculo con mucha emoción, además demostró ser un jinete de primera, con gran técnica para correr la vaca.
Al finalizar la temporada 2008 el Círculo de Periodistas Deportivos de Chile lo eligió, junto con su compañero Jesús Rodríguez, como el mejor deportista del rodeo de 2008, recibiendo el "Cóndor de Bronce". Además recibió el galardón al Mejor del Rodeo en la entrega de los Premios MDA (Mejores deportistas del año) que realizó la Revista D13 en el Club Hípico de Santiago.
Al año siguiente, en el Campeonato Nacional de Rodeo de 2009, alcanzó el tercer lugar con la misma collera campeona de 2008. En un doble desempate superaron a la collera de los andinos Mauricio Villarroel y José Luis Ortega, quedándose con el tercer puesto al sumar 36+5+5.

## Campeonatos nacionales
| Año  | Collera         | Caballos              | Puntaje | Asociación |
| ---- | --------------- | --------------------- | ------- | ---------- |
| 2008 | Jesús Rodríguez | "Rangoso" y "Canalla" | 37      | Cautín     |

### Segundos campeonatos
- 1994: junto con Genaro Ayala, montando a "Paipote" y "Satanás" con 33 puntos.

### Terceros campeonatos
- 2009: junto con Jesús Rodríguez, montando a "Canalla" y "Rangoso" con 36+5+5 puntos.